# Oldskool hiphop
Oldskool hiphop is hiphopmuziek die gemaakt is in de beginperiode van deze cultuur. Het gaat om het eind van de jaren 1970 en midden jaren 1980.

## Geschiedenis
Hiphop is ontstaan in New York. Graffiti, breakdance, rap en dj-ing worden de vier elementen van hiphop genoemd. Begin jaren zeventig hielden dj's zoals DJ Kool Herc zogenoemde block parties, feesten op de straat waarbij ze de instrumentale stukken uit funk/soul- of discoplaten verlengden door twee draaitafels tegelijk te gebruiken. Deze stukjes muziek worden 'breaks' genoemd. Omdat DJ Kool Herc waarschijnlijk de eerste was die dit deed, wordt hij ook wel de 'uitvinder' van de hiphop genoemd.
Toen de populariteit van de hiphopcultuur toenam, begonnen artiesten letterlijk over de muziek heen te praten. Zij werden MC's genoemd. De rappers namen nummers op, waarbij de dj vaak samples (korte stukjes muziek) uit oudere funk/soul- of discoplaten gebruikte. De beats werden vaak met een drumcomputer gemaakt. Dit is kenmerkend voor de old-school hiphop. De nummers Rapper's Delight van The Sugarhill Gang en King Tim III (Personality Jock) van de Fatback Band zorgden ervoor dat hiphop populair werd bij het grote publiek. Het nummer van The Sugarhill Gang kwam in 1979 in de top 40 in de Verenigde Staten, en het bevatte een sample van de bekende funk/discoband Chic.
Tot de artiesten van het eerste uur (ca. 1977) behoorden:
- DJ Kool Herc
- Afrika Bambaataa
- The Sugarhill Gang
- Kurtis Blow
- Grandmaster Flash & the Furious Five
- Grandmaster Caz
- Grand Wizard Theodore
- Busy Bee Starski
- Lovebug Starski
- Kool Moe Dee
- Rock Steady Crew
- Warp 9

Tot de latere artiesten (eind jaren tachtig en de jaren negentig) behoorden:
- Run-D.M.C.
- LL Cool J
- Eric B. & Rakim
- Ice-T
- De La Soul
- KRS-One
- A Tribe Called Quest
- EPMD
- Gang Starr
- Ultramagnetic MC's
- Public Enemy
- N.W.A
- Beastie Boys